# Острів-Любельський (гміна)
Гміна Острів-Любельський (пол. Gmina Ostrów Lubelski) — місько-сільська гміна у східній Польщі. Належить до Любартівського повіту Люблінського воєводства.
Станом на 31 грудня 2011 у гміні проживало 5481 особа.

## Площа
Згідно з даними за 2007 рік площа гміни становила 121.70 км², у тому числі:
- орні землі: 68.00%
- ліси: 18.00%

Таким чином, площа гміни становить 9.43% площі повіту.

## Населення
Станом на 31 грудня 2011:
| Опис     | Загалом | Загалом | Чоловіки | Чоловіки | Жінки | Жінки |
| -------- | ------- | ------- | -------- | -------- | ----- | ----- |
| одиниця  | осіб    | %       | осіб     | %        | осіб  | %     |
| все      | 5481    | 100     | 2746     | 50.10    | 2735  | 49.90 |
| міське   | 2203    | 100     | 1120     | 50.84    | 1083  | 49.16 |
| сільське | 3278    | 100     | 1626     | 49.60    | 1652  | 50.40 |

## Сусідні гміни
Гміна Острів-Любельський межує з такими гмінами: Людвін, Недзьв'яда, Парчів, Серники, Спічин, Усцимув.